# Мангрова бойга
Мангровата бойга (Boiga dendrophila) е змия от семейство Смокообразни (Colubridae), род Същински смокове (Colubrinae). Един от най-едрите представители на рода. Синоними: уланбуронг, мангрова змия.

## Физически характеристики
Дълга и едра змия. На дължина достига 2 – 2,5 (до 2,8 m). Тялото и е с триъгълно сечение. Главата е широка, черна, често със син металически блясък. Долната челюст най-често е белезникаво жълта. Цветово варира от чисто черно (лек син блясък) до черно с бели, жълти или оранжеви ивици. Мангровата бойга е слабо отровна. Зъбите са задни с външен улей. За отровата се знае малко, може би е нервотоксична.

## Разпространение и местообитание
Среща се в Бирма, Тайланд, на Малайския и Сиамския полуострови, Филипините, Зондските острови, Нова Гвинея, Северното крайбрежие на Австралия. Обитава мангрови гори и блата, крайбрежни джунгли, тресавища. Много рядко течащи води. Намирана е в урбанизирани райони – Сингапур.

## Начин на живот
Храни се изключително с други змии, по-рядко с риба и гущери, по изключение с птици и дребни бозайници. Много агресивна змия, когато бъде заловена започва да напада и да хапе безразборно. Имитира кобра – изправя предната част на тялото и леко издува шията си.